# Der Usedom-Krimi: Friedhof der Welpen

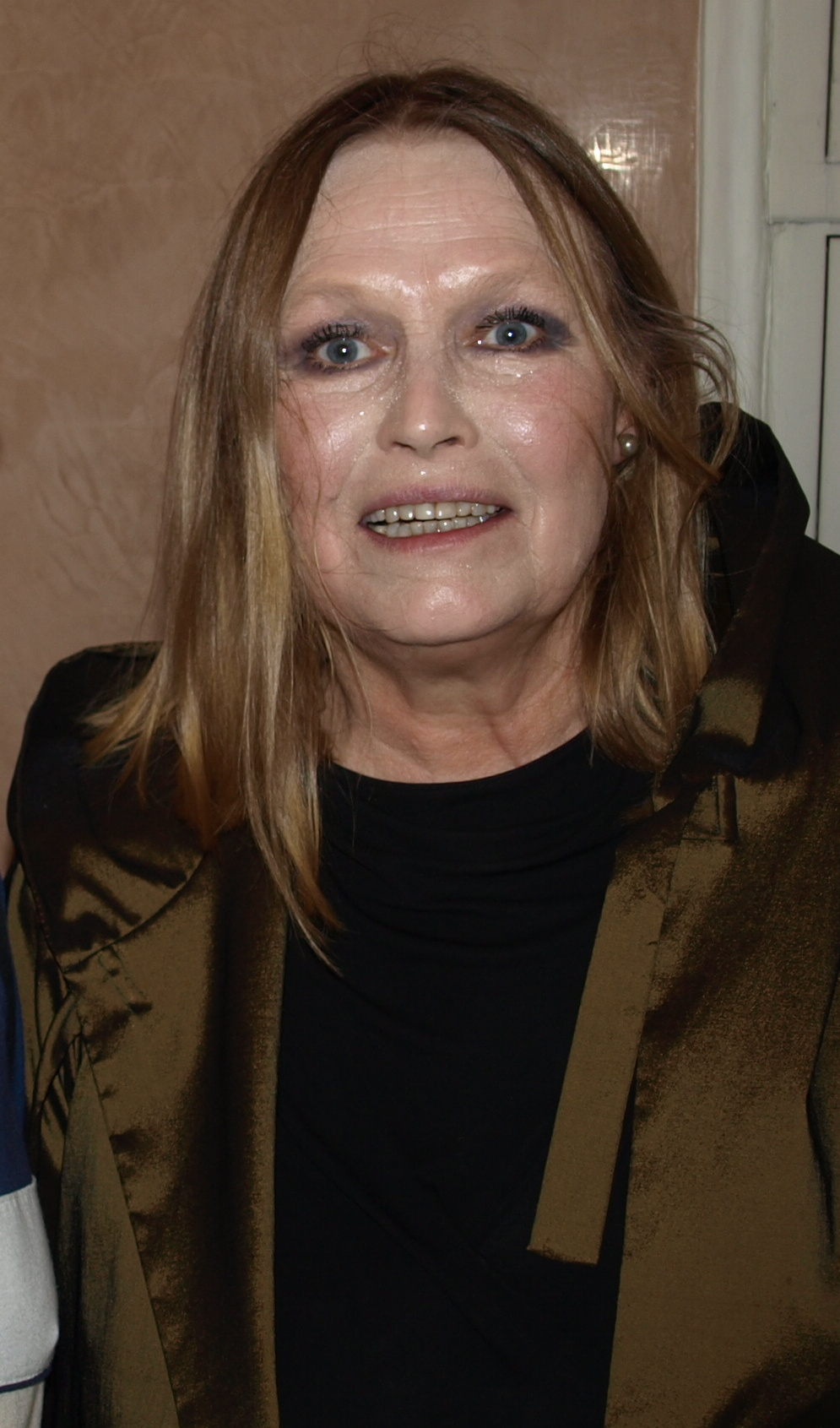
Die Polin Iwona Bielska spielt die Pflegedienstleitung Elena Herzog (Foto von 2015)

Friedhof der Welpen ist ein Fernsehfilm aus der Kriminalfilmreihe Der Usedom-Krimi. Er wurde im Auftrag von ARD Degeto und dem NDR von der Polyphon Film- und Fernsehgesellschaft mbH für Das Erste produziert. Die 20. Folge der Filmreihe wurde am 9. November 2023 erstmals im Fernsehen ausgestrahlt.

## Handlung
Karin findet auf einem Spaziergang mit ihrem Hund im Wald drei tote Hundewelpen. Im Telefonat mit Holm Brendel erfährt sie, dass die Polizei gerade Wichtigeres zu tun hat. Rainer Witt und seine Usedomer Kollegen suchen nämlich nach der vermissten Jana Leppin. Eine große Blutlache vor ihrem Haus deutet darauf hin, dass die bei einem Pflegedienst Angestellte einem Verbrechen zum Opfer gefallen ist. Tochter Fabienne war nicht im Haus, da sie im Stettiner Haff angeblich Vögel beobachtet habe. Ein Verdächtiger ist mit dem bereits einmal wegen Totschlags verurteilten Ivo Klose, einem Nachbar der Leppins, schnell ausgemacht. Die diesbezüglichen Ermittlungen ergeben allerdings keine konkreten Hinweise; vielmehr fühlt sich der Mann in die Enge getrieben.
Rainer kontaktiert die Leiterin des Pflegedienstes und besucht die beiden Patienten, die Jana Leppin am Tag ihres Verschwindens versorgt hat: Werner Fenske und seinen ehemaligen Chef Richard Klüver, die beide Krebs im Endstadium haben. Unterdessen geht Karin dem Welpenfund nach und stellt mit Hilfe von Witts Sohn Ben ein Video ins Internet, um über die mediale Präsenz an weitere Informationen zu bekommen – ganz zum Missfallen der neuen Staatsanwältin, Rainers Lebensgefährtin Katharina Stozek. Da Karin aufgrund ihrer abgebrannten Bleibe gerade bei den beiden wohnt, beschließt sie des häuslichen Friedens wegen, in eine Ferienwohnung von Jörn Scherer und dessen Tochter Lara zu ziehen. Beide bauen gerade eine neue Unterkunft für Karin auf Rainers Grundstück. Lara, mit der sich Karin anfreundet, wurde als Achtjährige von Kloses Hund angefallen und hat mehrere Narben im Gesicht zurückbehalten. Als man die Leiche von Jana Leppin später am Fundort der Welpen findet, legt dies einen Zusammenhang zwischen beiden Fällen nahe. Da Klose gerade drei Hundewelpen im Internet angeboten hat, ist er erneut verdächtig.
Als Rainer Fabienne die Todesnachricht übermittelt, verteidigt sie Klose und gesteht, dass sie zur Tatzeit mit diesem ein Survivaltraining im Wald durchgeführt und sie die Welpen getötet habe, die an einer Infektionskrankheit litten. Klose ist nicht aufzufinden, da sich der gute Jäger im Wald einen kleinen Bunker eingerichtet hat. Kriminaltechnische Untersuchungen ergeben, dass die Leiche an einem anderen Ort zwischengelagert worden sein muss, da bei ihr Haferstroh gefunden wurde, welches im Wald nicht vorkommt. Da Klüvers Stiefsohn Ingmar Bortz auch Haferstroh an seine Ziegen verfüttert, stellt er diesen zur Rede, Bortz ergreift die Flucht, wird aber von Rainer überwältigt. Es kommt heraus, dass Klüvers Frau ihren Mann belauschte, als dieser Jana Leppin den Auftrag gab, ein zugunsten von Werner Fenskes Enkel geändertes Testament seinem Anwalt zu überbringen. Sie schickte ihren Sohn hinterher, der Jana Leppin zur Rede stellte. Dabei sei es zu dem tödlichen Kampf gekommen.

## Produktion
Der Film wurde vom 20. November 2022 bis zum 24. März 2023 auf der Ostseeinsel Usedom, in Brandenburg und Berlin gedreht.

## Soundtrack
Für den Soundtrack wurden unter anderem folgende Songs verwendet:
- Cat Power (Troubled Waters)
- Portishead (Wandering Star)

## Rezeption

### Kritiken
Tilmann P. Gangloff bewertete die Trilogie Friedhof der Welpen / Geburt der Drachenfrau / Schlepper mit vier von sechs Sternen. Die Umsetzung sei das, was Friedhof der Welpen aus dem Krimiumfeld herausragen lässt. Erstens setze sich die exquisite Optik vorausgegangener Episoden fort; bläuliche Düsternis präge die Insel und ließe Innenaufnahmen umso wärmer wirken. Zweitens sorgten die Kompositionen von Colin Towns für Qualität, diesmal sogar mit der NDR-Radiophilharmonie. Colin Towns’ Aussage, er schaffe mit der Musik eine „eigene Klangwelt“, sei keine Übertreibung, auch offenbare sich der Unterschied zur digitalen Musik anderer Fernsehproduktionen. Der Rest sei in mehrfacher Hinsicht Familienfernsehen.
Oliver Armknecht kommt in seiner Besprechung auf film-rezensionen.de des Films auf insgesamt 4 von 10 Punkten. Der Kritiker findet den Auftakt zu dieser Trilogie enttäuschend. Der Anfang sei noch vielversprechend und auch die nachfolgend dargestellten Handlungsstränge machten neugierig. Allerdings würde dies den Film völlig überfrachten und der Fall gerate aus dem Blick. Die Auflösung sei willkürlich und wenig überzeugend. Trotz gutem Ensemble hapere es mal wieder an der Geschichte, darüber würden auch die gewohnt stimmungsvollen Ostseeaufnahmen nicht hinweghelfen.
Die Redaktion der TV Spielfilm gibt dem Film einen Daumen nach oben. Das Fazit lautet: „Verzwickter Fall mit vielen Facetten & ein paar offenen Enden.“

### Einschaltquoten
Die Erstausstrahlung des Films am 9. November 2023 verfolgten in Deutschland insgesamt 6,85 Millionen Zuschauer, was einem Marktanteil von 26,3 Prozent für Das Erste entsprach. Die Wiederholung der Episode am 31. Juli 2025 schalteten 3,78 Millionen Zuschauer ein (12,2 % Marktanteil), der Bestwert an diesem Tag.